# زیرگذر گیشا
زریاب گیشا زیرگذری در شمال غرب  شهر تهران است که در راستای بزرگراه آل‌احمد و بزرگراه گمنام ساخته شده و از روی بزرگراه چمران می‌گذرد.

## پل گیشا
این پل در دهه ۱۳۵۰ (خورشیدی) به‌طور موقت و به مناسبت بازی‌های آسیایی ۱۹۷۴ ساخته شده بود. رفت‌وآمد خودروهای سواری بر روی این پل تا ۲۹ خرداد ۱۳۹۸ ادامه داشت و در تیر همان سال به‌طور کامل جمع‌آوری شد.
این پل دارای دو یال فرعی در سمت چپ و راست خود بود که یال خاور به باختر آن دسترسی به محلهٔ کوی گیشا را ممکن می‌ساخت و یال باختر به خاور آن پس از تقاطع خیابان شهرآرا دسترسی به روی پل به سوی باختر را فراهم می‌کرد. نام این پل از محله کوی گیشا گرفته شده‌است. نام گیشا که در ابتدا "کیشا" بوده‌است برگرفته از نام دو بنیانگذار این منطقه (کِی‌نژاد و شاپوریان) است که در همسایگی این پل جای دارد. سازمان‌ها و دانشکده‌های گوناگونی در نزدیکی این پل قرار گرفته بودند که از آن میان می‌توان به اداره مرکزی بانک کشاورزی، دانشکده علوم تربیتی دانشگاه تهران، دانشکده مدیریت دانشگاه تهران، دانشگاه تربیت مدرس، دانشکده علوم اجتماعی دانشگاه تهران، دانشکده اقتصاد دانشگاه تهران و پردیس دانشکده‌های فنی دانشگاه تهران اشاره کرد.

## ساخت زیر گذر کوی گیشا
طول زیرگذر در حال ساخت ۱۱۲۰ متر است که ۳۵۰ متر آن به صورت مسقف و بقیه آن به صورت رمپ‌های ورودی و خروجی خواهند بود. برای ساخت زیر گذر نیاز است ابتدا ۸۰۰ شمع یا ستون در زمین کار گذاشته شوند. همچنین باید ۱۷ انحراف ترافیکی به دلیل حساسیت رفت‌وآمد اجرا شود. هزینه ساخت زیرگذر و برچیدن پل گیشا بیش از ۱۱۳ میلیارد تومان ارزیابی شده‌است.

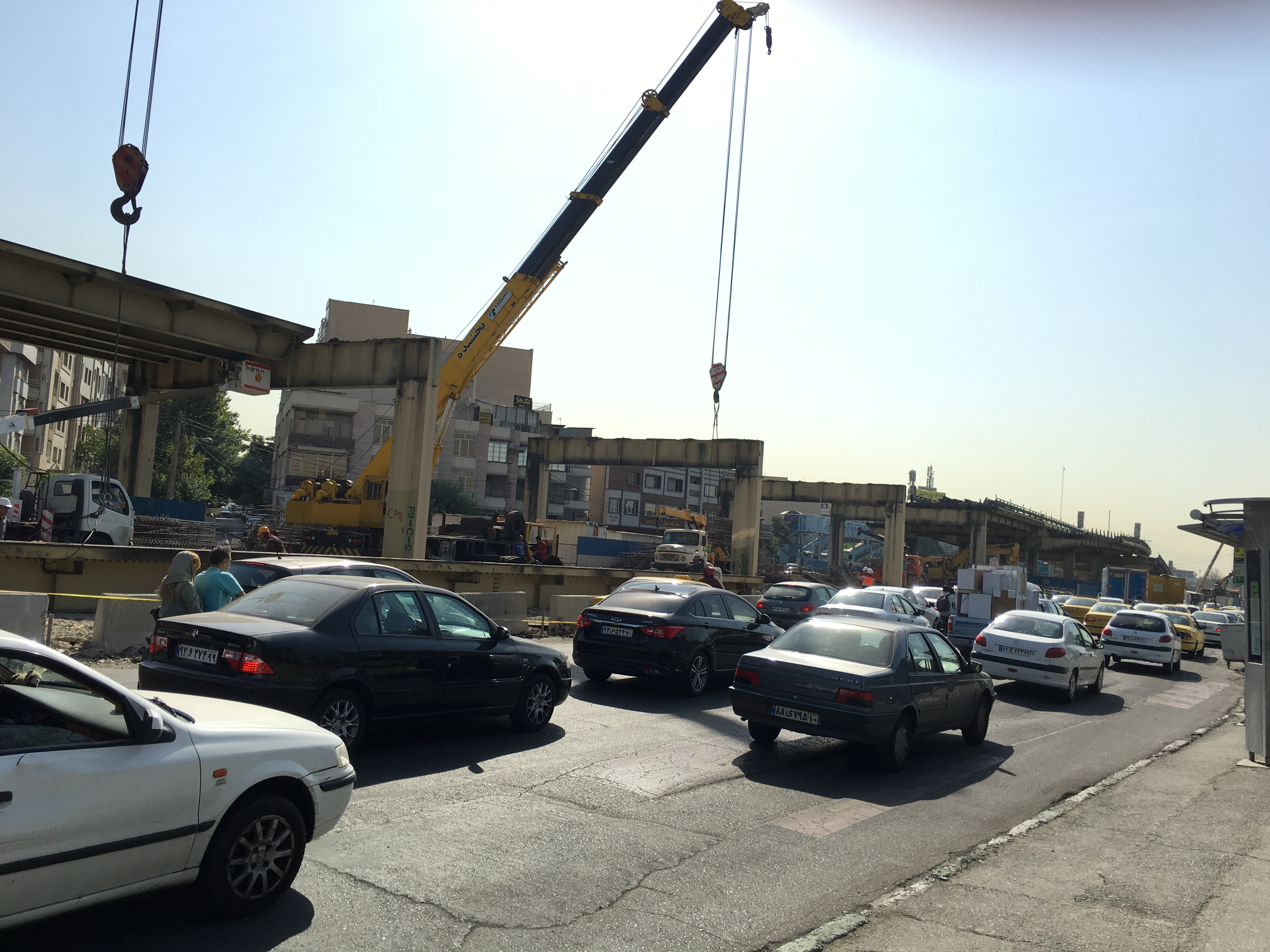
تخریب پل گیشا در تیر ۱۳۹۸

قرار بود ساخت زیرگذر و برچیدن پل گیشا از سال ۱۳۹۳ آغاز شود. اما به دلیل مسائل مالی و عبور خط ۶ و ۷ متروی تهران از این منطقه به تعویق افتاد. پیروز حناچی شهردار آن هنگام تهران نیز سال ۱۳۹۷ در حاشیه بازدید از پروژه زیرگذزگیشا گفت: تلاش می‌شود این پروژه در آغاز مهر ۱۳۹۸ به بهره‌برداری برسد. همچنین گفت که تصمیم بر این است که این پل به‌صورت پیاده‌رو باقی بماند یا پلی به‌صورت پیاده راه به جای پل قبلی ساخته شود.

### عملیات جمع‌آوری پل
از بامداد ۲۹ خرداد ۱۳۹۸ پل گیشا بسته و عملیات جمع‌آوری پل آغاز شد.

پل گیشا پیش از عملیات جمع‌آوری
عملیات جمع آوری پل
جمع آوری قسمت عبوری از بالای اتوبان چمران
جمع آوری قسمت عبوری از بالای اتوبان چمران
پل گیشا به‌طور کامل برچیده شد

### مشکل‌ها
در هنگام آغاز عملیات جمع‌آوری پل، مسیرهای ورودی و خروجی مدیریت ترافیک، ساخته نشده بودند که این باعث بروز مشکل ترافیکی فزاینده در همه بزرگراه‌های باختر تهران شد.
پیروز حناچی در حاشیه هشتمین جشنواره مدیریت پروژه ایران در پاسخ به سؤال خبرنگاران مبنی بر اینکه آیا گزارشی از ترافیک وحشتناک امروز اطراف کوی گیشا بخصوص در دوربرگردان بزرگراه جلال آل احمد در زیر پل آزمایش ، به او رسیده‌است، گفت: این موضوع قابل پیش‌بینی بود؛ واقعیت این است که این پل در دهه ۵۰ به مناسبت بازی‌های آسیایی تهران به صورت موقت نصب و تا الان با وصله و پینه نگهداری شد. پل گیشا مقاومت لازم را نداشت و دچار فرسودگی کامل بود. او تأکید کرد: از مردم شریف شهر عذرخواهی می‌کنیم. اما ناچار به انجام این کار بودیم و امیدواریم با همکاری مردم تبعات جمع‌آوری پل به حداقل برسد.

### حاشیه‌ها
همچنین ساکنان محله های : کوی گیشا ، شهرآرا ، بزرگراه جلال آل احمد ، مرزداران و خیابان ستارخان به مناسبت نمادین بودن این پل در شبکه‌های اجتماعی مبنی بر اینکه «این منطقه با این پل شناخته می‌شد» یا «نام پل گیشا آدرس بود» یا «پل گیشا نصف شد» ناراحتی خود را بروز دادند.

### حجم کارهای انجام شده
پس از آغاز جمع‌آوری پل و جایگزین کردن آن با زیرگذر، پلاکاردهایی در اطراف کارگاه متصل شدند که حجم کارهای انجام شده را به شرح زیر نشان می‌دادند:
| ردیف | نوع عملیات                       | حجم/زمان                          |
| ---- | -------------------------------- | --------------------------------- |
| ۱    | پیش‌بینی اولیه جمع‌آوری پل: ۷۵ روز | مدت زمان صرف شده: ۲۲ روز          |
| ۲    | وزن پل برچیده شده                | ۳۲۰۰ تن                           |
| ۳    | حجم بتن‌ریزی                      | ۲۴۴۱۰ مترمکعب                     |
| ۴    | حجم آرماتوربندی                  | ۵۳۲۳ تن                           |
| ۵    | مساحت زیرسازی                    | ۲۴۵۰۰ مترمربع                     |
| ۶    | طول مسیر زیرگذر                  | ۱۰۶۰ متر                          |
| ۷    | عرض مسیر زیرگذر                  | ۳ خط عبوری در هر مسیر رفت و برگشت |

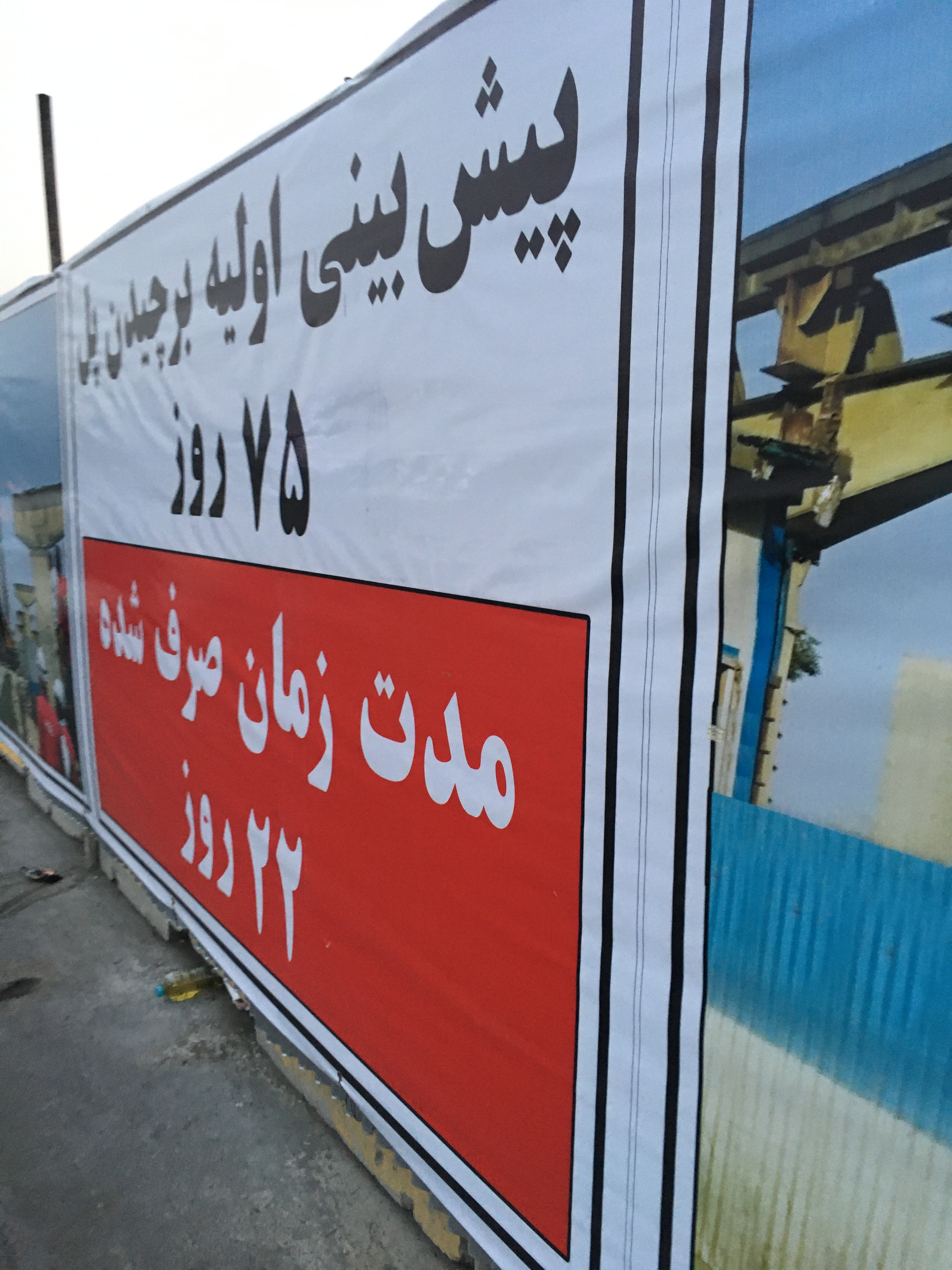
نمونه‌ای از پلاکاردهای نصب شده اطراف کارگاه آبان ۱۳۹۸
نمونه‌ای از پلاکاردهای نصب شده اطراف کارگاه آبان ۱۳۹۸
نمونه‌ای از پلاکاردهای نصب شده اطراف کارگاه آبان ۱۳۹۸

### اصلاح طرح نخستین زیرگذر
صفا صبوری دیلمی معاون فنی و عمرانی شهرداری تهران گفت: اجرای مسیر دسترسی بزرگراه شهید چمران به خیابان اصلی کوی گیشا که در طرح نخستین ساخت زیرگذر کوی گیشا به صورت یک خندق با عرض ۷ متر و عمق ۶ متر طراحی شده بود نه تنها کیفیت زندگی در بلوک‌های ساختمانی شمال این معبر را کاهش می‌داد بلکه به دلیل امتداد تا ابتدای کوچه دوم خیابان اصلی کوی گیشا رفت‌وآمد عابران پیاده در این نقطه را بدون پل عابر به مشکل برمی‌خورد .
صبوری با بیان آنکه در صورت اجرای مسیرهای دسترسی بزرگراه شهید چمران و زیرگذر کوی گیشا به خیابان اصلی گیشا و همچنین دوربرگردان انتهای این معبر، ۵ خط عبوری وارد ۲ خط عبوری می‌شد، برهم خوردن تعادل خطوط ترافیکی و احتمال بالای پس زدن ترافیک در مسیر زیرگذر را از دیگر اشکالات اساسی در طرح نخستین دانست.
وی یادآور شد: در طرح اصلاح شده، علاوه بر اصلاح وضعیت دسترسی بزرگراه شهید چمران به خیابان اصلی کوی گیشا، مسیر ورودی زیرگذر به این معبر حذف شده و ضمن طراحی یک دوربرگردان غیرهمسطح روبروی پارک گفتگو، یک مسیر دسترسی اصولی به خیابان اصلی کوی گیشا تعریف شده است؛ عملیات اجرایی این پل دوربرگردان جنوب به جنوب، به زودی به دنبال تجهیز کارگاه، آغاز خواهد شد.

### احتمال بازگشایی زودتر از موعد
در تاریخ ۲۴ آذر ۱۳۹۸ صفا صبوری دیلمی معاون فنی و عمرانی شهرداری تهران با بیان آنکه امکان رفت‌وآمد زودتر از موعد بهره‌برداری در مسیر غرب به شرق زیرگذر کوی گیشا، به ویژه در ساعات اوج رفت‌وآمد در حال بررسی است، یادآور شد: شاید در چند روز آینده مسیر فوق برای یک بازه ۳ تا ۴ ساعته در طول شبانه روز باز شود تا علاوه بر مدیریت بهتر ترافیک، شهروندان تهرانی نیز شاهد بخشی از تلاش‌های خدمتگزاران خود در معاونت فنی و عمرانی شهرداری تهران باشند.
زیرگذر جدید کوی گیشا در تاریخ ۷ اسفندماه ۹۸ با حضور استاندار تهران و شهردار تهران پیروز حناچی بصورت آزمایشی افتتاح شد.